# Realdo Colombo
Realdo Colombo (ur. ok. 1516 r. w Cremonie, zm. 1559 r. w Rzymie) – włoski lekarz i chirurg, który opisał mały obieg krwi.

## Życiorys
Studiował medycynę na Uniwersytecie w Padwie (ukończył w 1538 r.) i w 1543 r. zastąpił Andreasa Vesaliusa na stanowisku profesora chirurgii. W 1546 r. został pierwszym profesorem anatomii na Uniwersytecie w Pizie, a w latach 1548–1559 zajmował podobne stanowisko na papieskim uniwersytecie Sapienza. Był także chirurgiem papieża Juliusza III.
Pozostawił po sobie jeden traktat: wydany pośmiertnie De re anatomica (1559 r.), który zawierał szereg oryginalnych obserwacji poczynionych w czasie sekcji żywych zwierząt i zwłok ludzkich. Przy ilustrowaniu dzieła bezowocnie próbował współpracować z jednym ze swoich pacjentów, Michałem Aniołem. Dzieło było powszechnie używane jako podręcznik anatomii, szybko przetłumaczono je na język angielski (1578 r.) i niemiecki (1609 r.).
Jest autorem najlepszych do swoich czasów opisów otrzewnej, opłucnej oraz narządów i tkanek w jamie opłucnej. Większe znaczenie miały jednak jego opisy fizjologii serca, w których prawidłowo zaobserwował, że krew wlewa się do komór serca w czasie rozkurczu, a jest z niego wypychana w czasie skurczu. Dokładnie opisał krążenie krwi z prawej komory serca przez tętnicę płucną do płuc, gdzie nabiera jasnoczerwonej barwy po zmieszaniu z nieznanym mu czynnikiem z powietrza, po czym wraca do lewej komory serca przez żyłę płucną. Prawidłowo opisał prawą nerkę jako położoną niżej niż lewa.
Colombo był uważany przez współczesnych (w tym przez Williama Harveya) za odkrywcę płucnego obiegu krwi, ponieważ nieznane były wcześniejsze prace Ibn An-Nafisa i Miguela Serveta.